# Задужбина Јована и Терезије Остојић
Задужбина Јована и Терезије Остојић је основана тестаментом Терезије 9. јуна 1866. године, а објављен после њене смрти.
Јован Остојић (1804-1865) и Терезија Остојић, рођена Зузок (1803-1876) били су велики суботички српски народни добротвори. Основно писмо њихове Задужбине издала је Српска православна црквена општина 1929. године, а саставио га је судија Светозар Милутиновић. 
О животу великих народних добротвора врло се мало зна. Није се могло утврдити ни родно место, ни дан рођења Јована Остојића, а у породици су знали само да им је порекло из Парабућа. Јован је био богати трговац и земљопоседник. Почео је посао са малим дућаном „Код Краљевића Марка”, па проширивши га, започео са трговином на велико. Терезија је рођена у Старој Кањижи, од оца Мојсија и мајке Алке.
Како су обоје били вредни и штедише, они су стекли велики иметак од 600 јутара земље. Половину великог имања огромне вредности, наследили су рођаци, а дуга половина остављена је Задужбини. Од прихода који су се добијали издавањем задужбинских имања под закуп ишколовано је до 1934. године 85 академски образованих Срба. Опремљене су добрим миразом 74 суботичке девојке и омогућено је Матици српској штампање великог броја књижевних дела наших најбољих књижевника. Затим, помаган је рад Српског певачког друштва, Српског народног позоришта у Новом Саду, црквеноопштинске библиотеке у Суботици.
Вила на Палићу је лети пружала могућности за лечење и опоравак Срба, сиромашних и болесних, деце и одраслих. Она је 1951. године замењена за две зграде у Суботици (данас у улици Змај Јовиној број 5. и 7), а кућа на „главном тргу” (данас Трг Републике број 4) издавала се у најам.
У Основном писму (тестаменту) под тачком 2. наводи се да ће црквена општина бити дужна да у року од две године, од средстава добијених издавањем у закуп куће на „главном тргу” и баште на Палићу, подигнути капелу у православном гробљу и у њу земне остатке завештатељке и њеног супруга сахранити.